# Scary Hours 2
Scary Hours 2 é o quarto extended play do rapper canadense Drake, lançado em 5 de março de 2021 através da OVO Sound e Republic Records. É uma sequência de seu EP Scary Hours (2018). Contém duas colaborações com os rappers americanos Lil Baby e Rick Ross.

## Antecedentes
Em janeiro de 2021, Drake anunciou que seu próximo álbum de estúdio Certified Lover Boy seria adiado para o final de 2021. Dois meses depois, Scary Hours 2 foi anunciado um dia antes do lançamento nas redes sociais de Drake.

## Lista de faixas
| Scary Hours 2 – Edição Padrão |                                                   |         |  |
| N.º                           | Título                                            | Duração |  |
| 1.                            | "What's Next"                                     | 2:58    |  |
| 2.                            | "Wants and Needs" (com part. de Lil Baby)         | 3:14    |  |
| 3.                            | "Lemon Pepper Freestyle" (com part. de Rick Ross) | 6:21    |  |
| Duração total:                | Duração total:                                    | 12:33   |  |

## Posições nas tabelas musicais
| Tabela musical (2021)                 | Melhor posição |
| ------------------------------------- | -------------- |
| Alemanha (Offizielle Deutsche Charts) | 80             |
| Áustria (Ö3 Austria Top 40)           | 10             |
| Itália (FIMI)                         | 54             |